# Galva (Iowa)
Galva – miasto w Stanach Zjednoczonych, w stanie Iowa, w hrabstwie Ida. Zgodnie ze spisem statystycznym z 2000 roku, miasto liczyło 368 mieszkańców.